# Цикл Рапопорта — Люберинг
В биохимии цикл Рапопорта — Люберинг, также известный как шунт Рапопорта — Люберинг, челнок Рапопорта — Люберинг, фосфоглицератный цикл или цикл 2,3-БФГ, представляет собой метаболический путь, который происходит в основном в красных кровяных тельцах (эритроцитах) млекопитающих. Это побочный путь гликолиза, состоящий из трех частичных реакций, который имеет центральное значение для производства энергии и углеводного обмена почти у всех живых существ. Таким образом, цикл Рапопорта — Люберинг является одним из биохимических процессов расщепления глюкозы в организме животных.
Его основной реакцией является образование промежуточного продукта 2,3-бисфосфоглицерата (2,3-БФГ) из 1,3-бисфосфоглицерата, образующегося при гликолизе, контролируемом ферментом бисфосфоглицератмутазой. 2,3-БФГ, образующийся в цикле Рапопорта — Люберинг, действует как важный биохимический эффектор в регуляции способности (сродства) гемоглобина, красителя крови, связываться с дыхательным газом кислородом, особенно для их долгосрочной адаптации к кислородному голоданию, что делает его важным для высвобождения кислорода из эритроцитов в ткани. Он также участвует в ферментативном контроле гликолиза и действует как запас энергии и фосфатов в эритроцитах.
Открытие цикла Рапопорта — Люберинг и важности 2,3-БФГ в энергетическом балансе эритроцитов в 1940-х годах биохимиком Сэмюэлем Митьей Рапопортом и его помощницей Джанет Люберинг имело большое медицинское значение из-за понимания этих процессов. срок годности консервированной крови может быть значительно увеличен.

## Биохимические аспекты

### Процесс
Цикл Рапопорта — Люберинг является побочным продуктом гликолиза в эритроцитах млекопитающих, включая человека. Начиная с 1,3-бисфосфоглицерата (1,3-БФГ) из гликолиза, он приводит к образованию 2,3-бисфосфоглицерата (2,3-БФГ). Отсюда образуются соединения фосфоглицериновой кислоты 3-фосфоглицерат (3-ФГ) и, путем его изомеризации, 2-фосфоглицерат (2-ФГ), которые являются частью реакции гликолиза.
Присутствие фермента бисфосфоглицератмутазы (БФГМ), ответственного за эти реакции, по существу ограничивается эритроцитами и эритропоэтической тканью и, будучи трехфункциональным ферментом, обладает тремя различными видами активности. В зависимости от значения pH он действует либо как синтазы (синтаза 2,3-БФГ, синоним бисфосфоглицератмутазы; номер ЕС 5.4.2.4) для превращения 1,3-БФГ в 2,3-БФГ, либо как фосфатаза. (2-я, 3-бисфосфоглицератфосфатаза; номер ЕС 3.1.3.13) для превращения 2,3-БФГ в 3-ФГ. Кроме того, в качестве мутазы (монофосфоглицератмутаза; номер ЕС 5.4.2.1) он катализирует равновесную реакцию между 3-ФГ и 2-ФГ.
Основной активностью БФГМ является синтазная реакция из 1,3-БФГ в 2,3-БФГ, которая является необратимой. Последняя стадия цикла Рапопорта — Люберинг, превращение 3-ФГ в 2-ФГ, является частичной реакцией гликолиза, которая также происходит в других клетках с помощью фермента фосфоглицератмутазы. Кроме того, низкая активность в качестве 2,3-БФГ-синтазы и фосфатазы была обнаружена для фосфоглицератмутазы, которая похожа на БФГМ с точки зрения её молекулярной массы, структуры её субъединиц и аминокислотной последовательности. Вероятно, он функционирует как трифункциональный фермент, аналогичный БФГМ, но с другим соотношением активности трех ферментов друг к другу. В дополнение к экспрессии БФГМ в некоторых неэритропоэтических тканях, таких как плацента и печень, это возможное объяснение возникновения низких уровней 2,3-БФГ в неэритроидных клетках. Обратные реакции от 2-ФГ через 3-ФГ к 1,3-БФГ и, таким образом, подпроцессы гликолиза, протекающие параллельно циклу Рапопорта — Люберинг, происходят в рамках глюконеогенеза.

### Баланс
Первый этап цикла Рапопорта — Люберинг, перестройка 1,3-БФГ в 2,3-БФГ, представляет собой изомеризацию с нейтральным материальным балансом. Однако бисфосфоглицератмутаза как фермент этой реакции требует присутствия ионов магния. Гидролитическое расщепление 2,3-БФГ до 3-ФГ на второй стадии протекает с расходом молекулы воды и выделением неорганического фосфата. В отличие от превращения 1,3-БФГ в 3-ФГ фосфоглицераткиназой при гликолизе, в цикле Рапопорта — Люберинг не образуется аденозинтрифосфат (АТФ). Таким образом, выход энергии при вторичном пути через 2,3-БФГ ниже, чем при прямом пути в гликолизе.

### Регуляция
Соединения 2,3-БФГ и 3-ФГ, которые образуются в цикле Рапопорта — Люберинг, ингибируют этот вторичный путь, который, следовательно, является ауторегуляторным. 2,3-БФГ также ингибирует некоторые ферменты выше цикла Рапопорта — Люберинг в последовательности реакций гликолиза, такие как гексокиназа и фосфофруктокиназа. Кроме того, он действует как кофактор фосфоглицератмутазы в гликолизе. Увеличение количества 1,3-БФГ стимулирует выработку 2,3-БФГ. Все процессы гликолиза, приводящие к увеличению концентрации 1,3-БФГ за счет активации или ингибирования ферментов, тем самым ускоряют образование 2,3-БФГ.
Увеличение значения рН также дает больше 2,3-БФГ, так как оптимальное значение рН для синтазной активности БФГМ составляет около 7,2, в то время как фосфатазная активность имеет свой оптимум в кислой области, а затем противоположное 2,3 образование БФГ преобладает. Гормоны тироксин, соматотропин, тестостерон и эритропоэтин также стимулируют образование 2,3-БФГ. Напротив, хлорид, фосфат и, прежде всего, физиологический активатор фосфатазы 2-фосфогликолят приводят к повышенному расщеплению 2,3-БФГ до 3-ФГ под действием фосфатазной функции БФГМ.

## Значение

### Физиологическая функция
Поскольку эритроциты млекопитающих, в отличие от большинства других клеток организма, не имеют клеточного ядра или митохондрий, они имеют специализированный углеводный и энергетический обмен без цикла лимонной кислоты и дыхательной цепи. В дополнение к пентозофосфатному пути гликолиз является единственным способом получения энергии в эритроцитах. Около 20 % 1,3-БФГ, образующегося в эритроцитах в процессе гликолиза, превращается по циклу Рапопорта — Люберинг, на долю образующегося 2,3-БФГ приходится около 50 % всех интермедиатов гликолиза в эритроцитах и около двух третей общего количества фосфатов эритроцитов. В физиологических условиях 2,3-БФГ присутствует в эритроцитах примерно в той же молярной концентрации, что и пигмент гемоглобина крови, и примерно в четыре раза превышает концентрацию АТФ. Количество 2,3-БФГ определяется соотношением синтазной и фосфатазной активностей БФГМ.
2,3-БФГ, образующийся в цикле Рапопорта — Люберинг, действует главным образом как аллостерический ингибитор гемоглобина, стабилизируя его неоксигенированную дезоксиформу, и таким образом регулирует его связывающую способность (сродство) гемоглобина к кислороду. 2,3-БФГ связывается между двумя бета-субъединицами гемоглобина в кармане, который образуется в незагруженном состоянии, также известном как Т-форма. Биофизической основой связывания являются взаимодействия между отрицательно заряженными группами 2,3-БФГ и положительно заряженными аминокислотными остатками в кармане связывания. Увеличение концентрации 2,3-БФГ сдвигает кривую связывания кислорода гемоглобином вправо, что облегчает высвобождение связанного кислорода. И наоборот, снижение концентрации 2,3-БФГ приводит к сдвигу кривой связывания кислорода влево и, таким образом, к более сильному связыванию кислорода с гемоглобином.
Другими факторами, которые приводят к увеличению сродства гемоглобина к кислороду и отчасти также влияют на уровень 2,3-БФГ, являются снижение температуры, повышение рН и снижение концентрации углекислого газа. Совместное влияние значения рН и парциального давления углекислого газа на способность гемоглобина связывать кислород называется также эффектом Бора и является физико-химической основой регуляции газообмена в легких и снабжения метаболически активной ткани с кислородом. Угарный газ, с другой стороны, снижает способность гемоглобина связывать кислород, потому что он конкурирует с кислородом за то же место связывания в молекуле гемоглобина. Увеличение количества 2,3-БФГ улучшает доставку кислорода на периферию организма и тем самым снабжение тканей кислородом, особенно в неблагоприятных условиях, таких как состояния, связанные с кислородным голоданием. Например, пребывание на больших высотах приводит к увеличению концентрации 2,3-БФГ, которая возвращается к нормальным значениям примерно через два дня после возвращения к исходному уровню. Кратковременные или длительные физические нагрузки и тренировки на выносливость также по-разному влияют на концентрацию 2,3-БФГ.
Помимо этой функции компенсационного механизма, цикл Рапопорта — Люберинг, вероятно, также играет роль в регуляции массового и энергетического баланса гликолиза. Таким образом, он обеспечивает повышенное образование кофермента никотинамидадениндинуклеотида (НАДН) в гликолизе без последующего увеличения концентрации АТФ и позволяет гликолизу происходить даже при низкой потребности в АТФ. Кроме того, 2,3-БФГ представляет собой запас энергии и фосфатов в эритроцитах.

### Медицинская значимость
Дефекты ферментов в тех гликолитических реакциях, которые происходят после образования 2,3-БФГ, вызывают повышение его концентрации, снижение сродства гемоглобина к кислороду и, таким образом, повышенное выделение кислорода в ткани. Наоборот, дефекты гликолитических реакций до цикла Рапопорта — Люберинг приводят к снижению концентрации 2,3-БФГ и, таким образом, к уменьшению доставки кислорода в ткани.
Направленная регуляция бисфосфоглицератмутазы для влияния на концентрацию 2,3-БФГ в эритроцитах может представлять терапевтический интерес, например, для лечения ишемии и серповидноклеточной анемии. Снижение активности БФГМ за счет гликирования было описано у пациентов с диабетом. Врожденный дефицит БФГМ был задокументирован лишь в нескольких случаях. Помимо вторичного эритроцитоза (повышенное образование эритроцитов), больные в основном не имели симптомов. Лабораторное определение 2,3-БФГ в эритроцитах и в сыворотке возможно, но не распространено из-за низкой диагностической ценности и представляет интерес только для специальных вопросов.
2,3-БФГ в эритроцитах, как и АТФ, влияет на срок хранения депонированной крови. Из-за увеличения концентрации лактата по мере увеличения срока хранения значение рН взятой крови смещается в кислую область, а это означает, что 2,3-БФГ больше расщепляется, а его новообразование тормозится. Добавление добавок, таких как декстроза и аденин, таких как те, которые содержатся в используемых в настоящее время пакетах для крови CPDA или CPD/SAGM, может задержать снижение содержания 2,3-БФГ и, таким образом, повысить долговечность и функцию хранимой крови.

### Ветеринарно-физиологические аспекты
Концентрация 2,3-БФГ в эритроцитах и степень его влияния на гемоглобин различаются у разных млекопитающих. Соответственно сильно реагируют гемоглобины людей, лошадей, собак, свиней, кроликов, морских свинок, мышей и крыс, эритроциты которых имеют высокую концентрацию 2,3-БФГ. Напротив, влияние 2,3-БФГ на гемоглобин, а также содержание 2,3-БФГ в эритроцитах овец, коз и крупного рогатого скота, оленей, антилоп и жирафов, а также гиен и кошек ниже.
У птиц 2,3-БФГ действует как регулятор сродства гемоглобина к кислороду только во время эмбрионального развития. Через несколько дней после вылупления из яйца оно полностью разрушается, и позже в жизни функцию 2,3-БФГ берут на себя инозитолфосфаты, такие как инозитолгексафосфат (IHP). У рыб 2,3-БФГ обнаружен только у нескольких видов, доминирующими органофосфатами в эритроцитах рыб являются АТФ и гуанозинтрифосфат (ГТФ). В эритроцитах рептилий в основном обнаруживаются органофосфаты: АТФ, IHP и мио-инозитол-5-фосфат (IP5).
Причиной различий между млекопитающими и другими позвоночными является особый энергетический обмен эритроцитов у млекопитающих. В ядерных эритроцитах других позвоночных дыхательная цепь является основным путем получения энергии, а не гликолиз, как в эритроцитах млекопитающих.

## История открытия
2,3-БФГ, продукт реакции цикла Рапопорта — Люберинг, был впервые описан и выделен в 1925 г. исходное вещество 1,3- БФГ Эрвином Негелейном в 1939 г. Биохимик австрийского происхождения Самуэль Митя Рапопорт и его помощница Джанет Люберинг затем открыли реакции, необходимые для образования 2,3-БФГ, в США в 1940-х годах и описали их в нескольких совместных публикациях в начале 1950-х годов. Исследования этого метаболического пути привели к разработке среды ACD, содержащей цитрат и декстрозу, с помощью которой можно было увеличить срок хранения запасов крови с одной до примерно трех недель. Из-за важности этого открытия для военной медицины во время Второй мировой войны Сэмюэл Митя Рапопорт был удостоен «Президентской грамоты» президента США Гарри С. Трумэна.
Из-за своих политических убеждений Самуэль Митья Рапопорт, получивший годичную стипендию в детской больнице Университета Цинциннати в 1937 году и не вернувшийся в Европу после аннексии Австрии Германией из-за своего еврейского происхождения, отправился в Демократическую партию Германии. Республика (ГДР) в 1952 году. Здесь он стал одним из ведущих биохимиков страны и продолжил свои исследования метаболизма эритроцитов. Вместе с женой Ингеборгой Рапопорт, работающей педиатром, и сыном Томом Рапопортом, переехавшим в Гарвардский университет в 1995 году, он опубликовал в 1970-х годах статьи о зависимости образования 2,3-БФГ от рН и о регуляции гликолиза. в эритроцитах.
Свойства бисфосфоглицератмутазы как центрального фермента цикла Рапопорта — Люберинг и её трифункциональная активность были более подробно охарактеризованы в 1960-х и 1970-х годах. В 1967 г. было выяснено влияние 2,3-БФГ на гемоглобин, в 1978 г. описано врожденное возникновение полного дефицита БФГМ у больного. Десять лет спустя был выделен и охарактеризован ген фермента на хромосоме 7 человека. Молекулярная основа функции БФГМ была изучена более подробно в 1990-х годах, 2004 г. была выяснена кристаллическая структура молекулы фермента. Четыре года спустя было описано, что фермент множественная инозитолполифосфатфосфатаза (МИПП), встречающийся в различных тканях, также обладает активностью 2,3-БФГ-фосфатазы. Это открытие важно для регуляции высвобождения кислорода из гемоглобина и, таким образом, для физиологической роли цикла Рапопорта — Люберинг.

## Веб ссылки
- UniProt: бисфосфоглицератмутаза — Homo sapiens (человек) Информация UniProt о бисфосфоглицератмутазе